# Le Parrain (jeu vidéo)
Pour les articles homonymes, voir Le Parrain et The Godfather.
Le Parrain est un jeu vidéo GTA-like développé par EA Redwood Shores et édité par Electronic Arts, sorti en 2006 sur PlayStation 2, Windows, Xbox, Xbox 360 et PlayStation Portable. Il s'agit d'une adaptation vidéoludique du roman de Mario Puzo et du film de 1972, le Parrain, de Francis Ford Coppola.
Deux nouvelles éditions sont sorties en mars 2007 sur PlayStation 3 et Wii, respectivement sous-titrées Édition du Don  et Pouvoir et Manipulation. Sa suite, Le Parrain 2, est sortie en 2009.

## Voix françaises
- Fabrice Josso : Aldo Trapani
- Eric Aubrahn : Michael Corleone
- Michel Duchaussoy : Don Vito Corleone
- Bernard Tiphaine : Santino « Sonny » Corleone
- Nicolas Marié : Tom Hagen
- Jean-François Aupied : Marty « Monk » Malone
- Nathalie Spitzer : Frances « Frankie » Malone
- Michel Barbey : Luca Brasi
- Hubert Drac : Virgil « Le Turc » Sollozzo
- Xavier Fagnon : Paulie Gatto, Bruno Tattaglia
- Gérard Malabat : Fredo Corleone
- Gérard Dessalles : Don Barzini (première scène uniquement), Jimmy Denunzio, Don Cuneo
- Max André : Sal Tessio, Don Barzini (sauf la première scène)
- Olivier Hémon : Jack Woltz
- Philippe Bozo : Rocco Lampone, Al Neri
- Cyrille Monge : Le Sergent Joe Galtosino
- Matthieu Rivolier : Willi Cicci
- Luc Bernard : Le Prêtre du Baptême
- Dorothée Jemma : voix additionnelles
- Marc Saez : voix additionnelles
- Daniel Lafourcade : Jaggy Jovino, voix additionnelles
- Éric Etcheverry : voix additionnelles
- Roland Timsit : voix additionnelles
- Emmanuel Jacomy : voix additionnelles
- Laura Blanc : Rosa, voix additionnelles
- Bernard Metraux : voix additionnelles

## Scénario
Aldo Trapani (qui, pour le bien de la référence, est appelé ainsi, selon le nom par défaut), enfant, voit son père être abattu dans la rue par les Barzini, les rivaux des Corleone à New York en 1936. Don Vito Corleone réconforte l’enfant, lui disant qu’en grandissant il pourra prendre sa revanche sur les Barzini.
Neuf ans plus tard, en 1945, lors du mariage de Connie Corleone, quand la mère d’Aldo demande à Don Corleone de prendre son fils sous son aile en raison de ses "mauvaises fréquentations", Luca Brasi, un homme de main proche de Vito Corleone, est envoyé pour recruter Aldo et lui enseigner les affaires de la Mafia. Bientôt, Aldo entre en action, extorquant des entreprises, reprenant des rackets et exécutant des contrats de meurtre(missions secondaires dont le but est de tuer un adversaire de la Famille).  Il finit finalement par grimper les échelons, et, gagnant du respect, il rencontre les grands noms de la Famille: Tom Hagen, Sonny Corleone, Pete Clemenza, Sally Tessio, et bien d'autres.
Le jeune homme fait aussi la connaissance de Marty "Monk" Malone (qu'il tuera par la suite), un ami très cher pour lui, et de sa sœur Frances "Frankie", dont il tombe amoureux.
Après  avoir réussi les missions de l’histoire, il reste à finir les contrats et à terminer de soudoyer, brutaliser..., pour obtenir du respect, jusqu’à ce qu’Aldo devienne le Don de New York en 1955.

## Système de jeu
Depuis le tout début du projet, beaucoup de joueurs supposaient que le jeu suivrait le scénario du film dans les traces du personnage Michael Corleone. Au lieu de cela, Electronic Arts a choisi une autre voie. En 2005 a été annoncé que le joueur a la possibilité de créer son propre truand en le personnalisant physiquement de manière très importante, grâce à un programme connu sous le nom de MobFace.
Le jeu n'est pas un jeu d'action-aventure traditionnel où les missions et les objectifs à accomplir viennent les uns derrière les autres mais plutôt un jeu ouvert, à la manière des jeux de la franchise Grand Theft Auto, où l'on peut se déplacer et interagir librement. Le gameplay de GTA a été étendu, il est par exemple possible, en combat au corps à corps d'intimider son adversaire, de défenestrer des personnages ou encore de les plaquer contre un mur ; des éléments de jeu de rôle ont été ajoutés, notamment l'évolution de compétences comme le maniement des armes ; et l'utilisation sur les versions console du stick analogique droit pour donner des coups comme dans le jeu Rise to Honour,.
Le joueur est confronté à des ordres qu'il peut résoudre de différentes manières soit en usant de violence ou en faisant preuve de diplomatie. Chacun de ces choix a des conséquences durables et contribue à recréer l'atmosphère du film.

### Grades
Quand le joueur réussit certaines missions de l'histoire principale, il accède à un meilleur poste dans l'organisation criminelle. À la promotion s'ajoute une récompense en argent et en respect, et les revenus des commerces et business augmentent. Voici les grades disponibles:
Outsiders – Les outsiders sont des vandales indépendants qui travaillent pour leurs frais et n’ont de comptes à rendre à personne. Ils ne travaillent pas avec les grandes familles du crime, avec, comme avantage, de plus grands revenus personnels, mais leur travail est plus risqué: ils ne bénéficient d'aucune protection. Certains d'entre eux décident parfois d’offrir leurs services à une famille dans l’espoir de joindre leurs rangs. À partir de là, on les considère comme des associés à la famille.
Associés- Les Associés ne sont pas à proprement parler des membres de la famille, ils ne se voient jamais confier de missions. Tout ce qu'on leur demande, c'est de rapporter de l'argent.  Ils sont d’habitude des intermédiaires ou parfois des négociateurs pour les véritables membres. Les non-Italiens ne montent jamais plus haut que ce grade.  Dans le jeu, le personnage du joueur atteint ce rang quand il est introduit à Tom Hagen et à Sonny Corleone.
Soldat – Les soldats (soldatos), connu comme « homme de mains », sont des membres de la famille, et sont seulement de souche italienne. Les soldats commencent comme associés qui se sont prouvés. Quand « les livres sont ouverts » signifiant qu’il y a un endroit ouvert dans la famille, un Capo (ou plusieurs Capos) recommande(ent) un associé prometteur pour devenir un nouveau membre. Dans le cas où il y a plusieurs recommandations, c'est le patron qui décide. Le nouveau membre devient d’habitude un membre de l’équipe du Capo qui l’a recommandé. Dans le jeu, ce rang est atteint à un certain point de l’histoire principale.
Capo – Capo pour caporegime. Les capos dirigent des groupes ou des escouades de soldats. Ils se rapportent directement au Don et servent de liaison entre le Don et les soldats.
Underboss (Bras droit dans la version française) – D’habitude fixé par le Patron, il est le second dans l’ordre familial.  L’Underboss est considéré comme le Capitaine qui est responsable de tous les autres Capos et est contrôlé par le Don. Le Underboss est d’habitude pressenti pour devenir Le patron quand le Don se retire.  Dans le jeu, ce rang est atteint en complétant toutes les missions de l'histoire.
Don – Le Don est à la tête de la famille. Dans le jeu, ce rang est atteint après être devenu un Underboss et avoir bombardé chacun des QG des familles rivales. Le Parrain du titre, Vito Corleone, tient ce rang comme le dirigeant de la famille Corleone. Quand votre personnage devient le Don, il prend le nom de Corleone, par le fait que les gens qui vous parlent dans la rue, vous appellent Don Corleone.
Don de New York – Atteint une fois que le joueur a complété toutes les missions, contrôlé tous les rackets et affaires, et achevé plus de 90.5 % du jeu.  Ensuite, il reçoit la mission de rejoindre un hôtel dans Little Italy. Ceci signifie que toutes les familles ont été unifiées sous une seule bannière, celle du joueur. Dans le jeu, une fois ce rang atteint, le joueur reçoit 1 000 000 $ et 1 000 000 de points de respect, le joueur obtiendra aussi des munitions illimitées pour ses armes.

### Armes
Contrairement à bon nombre de jeux du genre, le choix d'armes est fort limité. Cependant, pour les armes à feu, il y a moyen d'obtenir des améliorations. Il y a 3 types d'armes: armes blanches, à feu ou explosifs.
- Armes blanches: cric, canne a billard, batte de baseball, barre de métal ou matraque de la police. Pour l'assassinat silencieux, il y a aussi un garrot.

- Armes à feu: pistolet de la police (plus silencieux), pistolet normal, magnum (plus puissant), fusil à pompe ou mitraillette. Pour chaque arme, il y a trois niveaux d'amélioration à acheter pour améliorer la précision, la puissance, la vitesse, la taille du chargeur, etc.

- Explosifs: bâton de dynamite (sert à ouvrir les coffres), bombe (sert à faire exploser un immeuble adverse) ou cocktail Molotov (à utiliser sur un groupe d'ennemis pour les blesser et les sonner pendant quelques instants).

## Réalisation
Un aspect intéressant du jeu est qu'il replace dans le contexte certains personnages du film original, les acteurs respectifs ayant prêté leur voix pour l'adaptation. Des acteurs impliqués, il y a par exemple Marlon Brando (dans le rôle de Don Vito Corleone), James Caan (dans le rôle de Sonny Corleone), et Robert Duvall (dans le rôle de Tom Hagen). Marlon Brando, décédé en juillet 2004, a fourni certaines doublures de voix pour Vito, qui par la suite furent considérées comme inutilisables et ont été réalisées par un imitateur, à l'exception de quelques-unes. Al Pacino a refusé de doubler le personnage de Michael Corleone à cause d'une rivalité d'éditeur, Vivendi Universal Games avait prévu d'éditer un jeu utilisant la voix de Pacino : Scarface: The World is Yours ou il double Tony Montana, également son propre rôle dans le film. Francis Ford Coppola a été contacté pour participer au projet, mais a refusé l'offre et n'était pas vraiment favorable à sa réalisation. Mark Winegardner, auteur du roman le Retour du Parrain, a travaillé sur l'histoire pour que l'adaptation s'insère dans l'univers de fiction du Parrain.

## Réactions
Parmi les critiques des testeurs professionnels, Metacritic relève une note moyenne de 75/100 pour la version PS2, 72/100 pour la version Windows, et 78/100 pour la version Xbox.